# Ле-Фальгу
Ле-Фальгу́ (фр. Le Falgoux, окс. Lo Falgós) — коммуна во Франции, находится в регионе Овернь. Департамент — Канталь. Входит в состав кантона Салер. Округ коммуны — Морьяк.
Код INSEE коммуны — 15066.
Коммуна расположена приблизительно в 420 км к югу от Парижа, в 80 км юго-западнее Клермон-Феррана, в 30 км к северо-востоку от Орийака.

## Население
Население коммуны на 2008 год составляло 150 человек.
| 1962 | 1968 | 1975 | 1982 | 1990 | 1999 | 2008 |
| ---- | ---- | ---- | ---- | ---- | ---- | ---- |
| 502  | 418  | 350  | 292  | 226  | 193  | 150  |

## Администрация
| Период | Период | Фамилия       | Партия | Примечания |
| ------ | ------ | ------------- | ------ | ---------- |
| 1968   | 1995   | Жан-Клод Визе |        |            |
| 1995   | 2008   | Жоэль Бордери |        |            |
| 2008   |        | Женевьев Фабр |        |            |

## Экономика

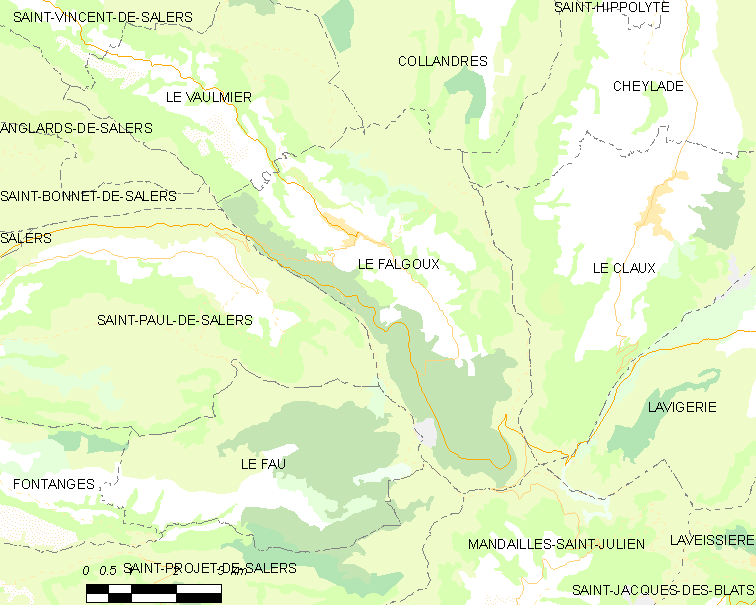
Карта коммуны

В 2007 году среди 75 человек в трудоспособном возрасте (15—64 лет) 52 были экономически активными, 23 — неактивными (показатель активности — 69,3 %, в 1999 году было 62,4 %). Из 52 активных работали 45 человек (27 мужчин и 18 женщин), безработных было 7 (3 мужчин и 4 женщины). Среди 23 неактивных 3 человека были учениками или студентами, 10 — пенсионерами, 10 были неактивными по другим причинам.